# A.H. Tammsaare-museum (Tallinn)
Het A.H. Tammsaare-museum is een museumwoning in de Estse hoofdstad Tallinn, gewijd aan de schrijver A.H. Tammsaare. 
Het huis was de woning van Tammsaare van 1932 tot aan zijn dood in 1940 en hij schreef hier zijn belangrijkste werken. De museumcollectie beheert meer dan 9000 objecten uit het persoonlijke archief van de schrijver, waaronder zijn dodenmasker.
Tijdens een bombardement op Tallinn op 9 maart 1944 werd het gebouw bijna verwoest toen een van de bijgebouwen op het terrein in brand vloog. Toen de wind plotseling van richting veranderde, werd het huis gered.
Op 30 augustus 1979, de 100e verjaardag van Tammsaare, werd het huis geopend als museumwoning. Het beheer van het museum was in het begin in handen van een nieuw gevormde organisatie die ook de nabijgelegen museumwoning van Eduard Vilde beheerde. Na 1994 vielen beide musea voor korte tijd onder het beheer van het Stadsmuseum van Tallinn. Tegenwoordig worden beide museumwoningen, samen met de museumwoning van schrijver Mati Unt, beheerd door het Literair centrum van Tallinn.
In het gebouw bevindt zich ook de bibliotheek van Kadriorg.
In zijn geboortehuis in het dorp Vetepere is ook een A.H. Tammsaare-museum gevestigd.